# Les Astuces de la veuve
Les Astuces de la veuve (A Ticklish Affair) est un film américain réalisé par George Sidney, sorti en 1963.

## Fiche technique
- Titre original : A Ticklish Affair
- Réalisation : George Sidney
- Scénario : Ruth Brooks Flippen, d'après une histoire de Barbara Luther
- Photographie : Milton R. Krasner
- Musique : George E. Stoll
- Montage : John McSweeney Jr.
- Pays de production : États-Unis
- Format :
- Genre : Comédie
- Durée : 88 minutes
- Date de sortie : 1963

## Distribution
- Shirley Jones : Amy Martin
- Gig Young : Key Weedon
- Red Buttons : Oncle Simon Shelley
- Carolyn Jones : Tandy Martin
- Edgar Buchanan : Capitaine Martin
- Tol Avery : Charlie